# LEB X6
, 
Le véhicule de service X6 est un wagon de la compagnie du chemin de fer Lausanne-Échallens-Bercher.

## Description

### Contexte
À l'origine, le X6 faisait partie de la série de wagons OBI. Ces derniers étaient composés de deux parties : les conteneurs et le châssis. Les conteneurs ont été construits principalement pendant les années 1960 aux ateliers de Taroni à Montreux notamment. Celui de l'OBI 566 entre 1962 et 1965. Les châssis ont été récupérés sur d'anciens wagons marchandises. Ces deux éléments étaient interchangeables et chaque châssis n'était pas chargé chaque fois avec les mêmes conteneurs. Face à ce grand désordre la compagnie décide de numéroter les châssis. En effet, seuls les conteneurs étaient numérotés. Cela ne résoudra cependant pas le problème, vu que la numérotation n'empêche pas l'interchangeabilité.
La compagnie ayant arrêté le transport de marchandises par le rail en 1971, les wagons de la série OBI sont devenus inutiles. Quoique les conteneurs ont continué d'être exploité par le service de camionnage, les châssis sont restés inexploités et demeurrent au dépôt. Entre 1969 et 1971, dix-sept de ces wagons seront détruits.
Le châssis de l'OBI 566 ayant été préservé, il est transformé, en 1989, dans les ateliers d'Échallens en wagon-bobine ou wagon-touret et est utilisé lors de travaux pour la pose de câbles ou pour la réfection des lignes aériennes.
Le X6 est actuellement stationné à la halte de Sugnens.

### Technique
Le wagon-bobine X6 est équipé de freins Hardy. Sa masse vaut 4,8 t à la tare et peut avoir une masse en charge de 16,8 t.

## Galerie de photos

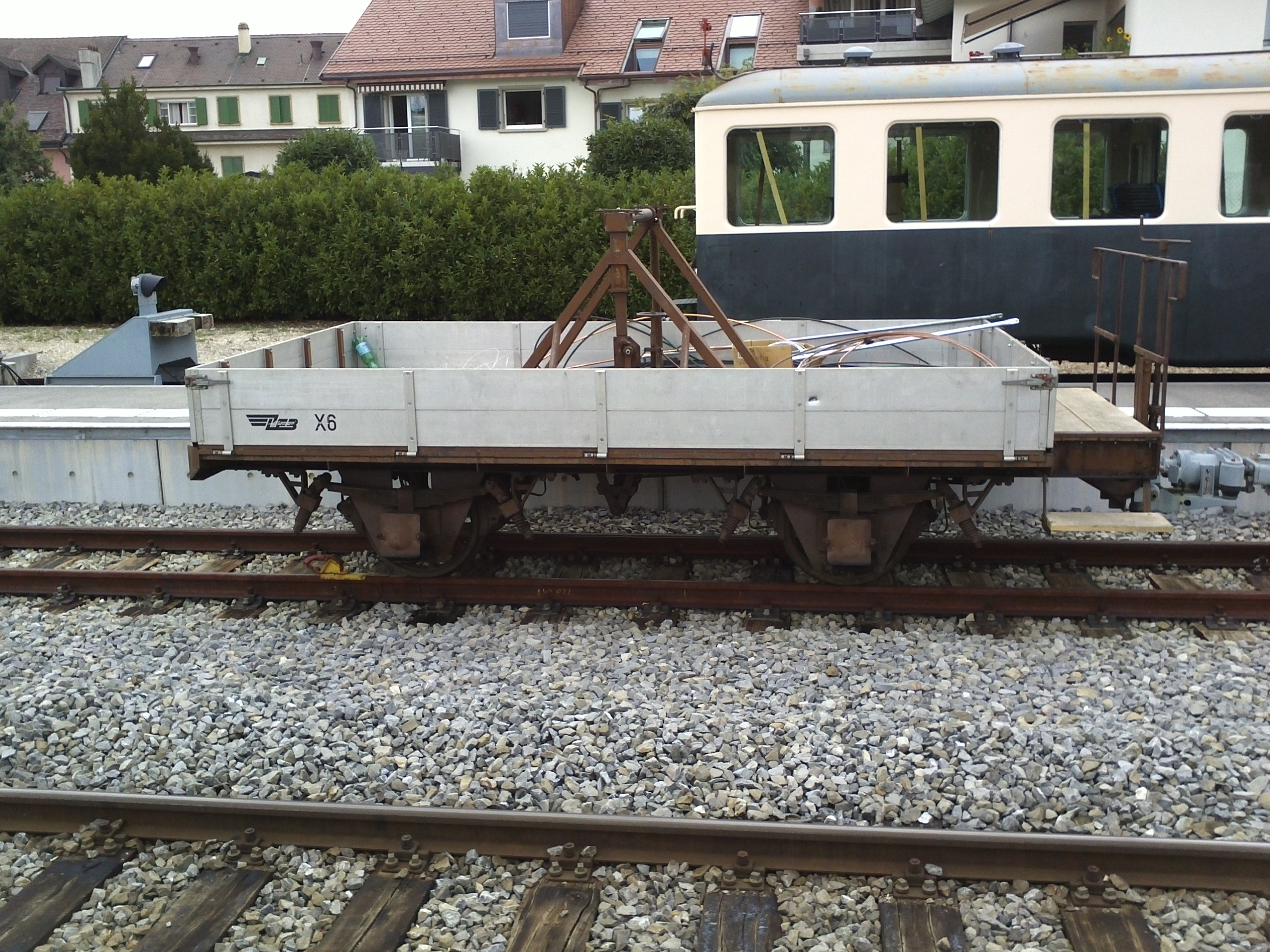
Wagon X6 rempli de divers déchets à la gare de Cheseaux.
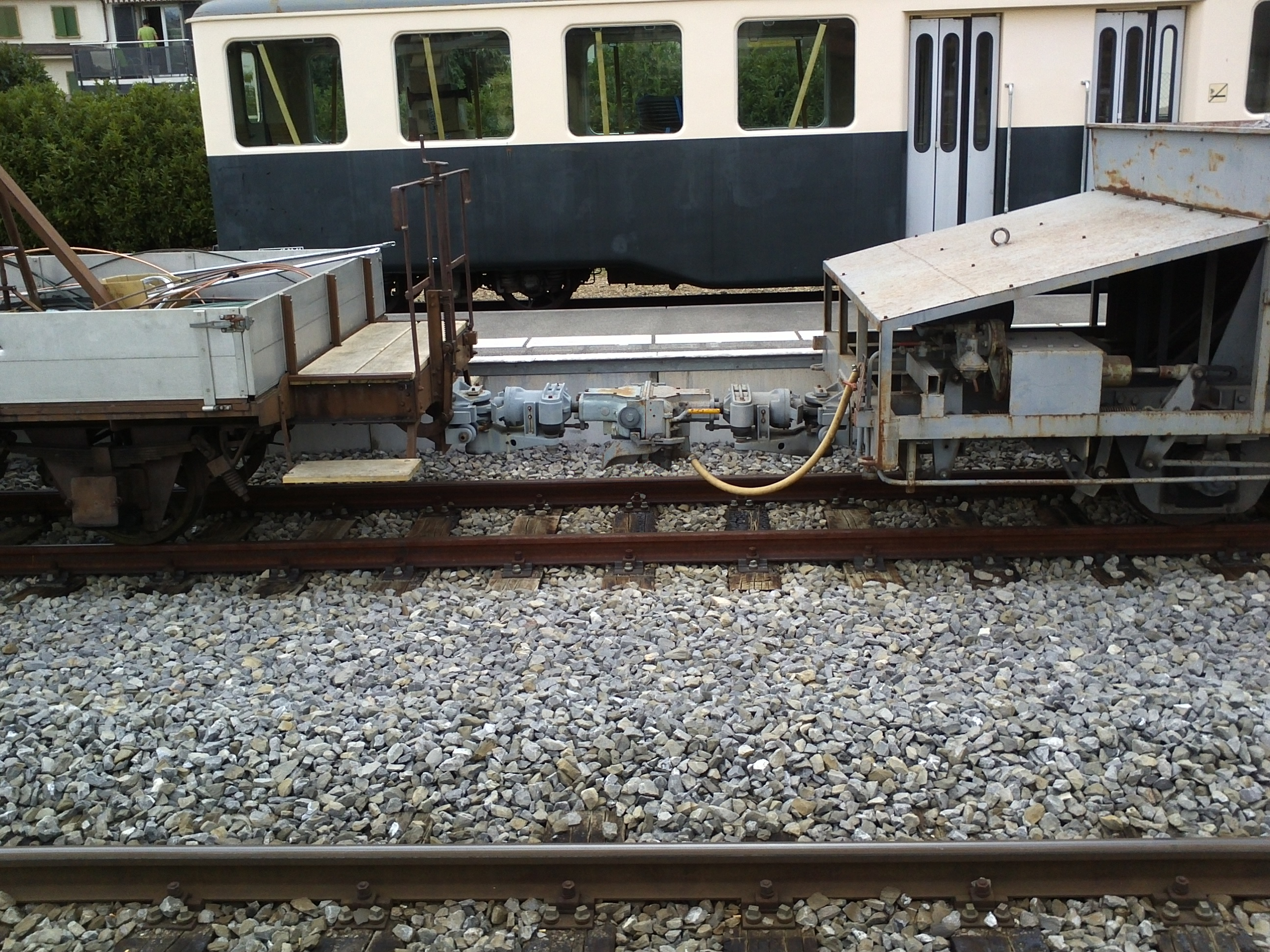
Attelage entre les wagons Fd5 et X6 à la gare de Cheseaux.